# Gert Petrus Visser
Gert Petrus Visser (district Graaff-Reinet, 12 november 1819 - Lockshoek (district Fauresmith), 2 augustus 1879) was een politicus in de Oranje Vrijstaat. Hij werd 17 keer verkozen tot voorzitter van de Volksraad van de Oranje Vrijstaat. Daarmee is hij de langstdienende voorzitter in de historie van de Vrijstaat.

## Biografie
Visser werd geboren in het district Graaff-Reinet, in het gebied waar vanaf 1854 het dorp Hanover verrees.
Hij was een Voortrekker en vestigde zich samen met enkele familieleden in het gebied dat destijds nog bekend stond als Bastaardland. Ten tijde van de Oranjeriviersoeveriniteit fungeerde Visser als vrederechter (Justice of Peace).
Als gedelegeerde van het district Sannahspoort (tegenwoordig Fauresmith) was hij een van de ondertekenaars van de Conventie van Bloemfontein, waarmee de republiek Oranje Vrijstaat haar onafhankelijkheid kreeg.
Visser was gedurende 25 jaar lid van de Volksraad van de Oranje Vrijstaat. In die periode werd hij 17 keer verkozen tot voorzitter. Daarmee is hij de langstdienende voorzitter van de Volksraad geweest in de historie van de republiek.
Naast lid van de Volksraad was hij ook kortstondig landdrost van Fauresmith. Ook was hij onderdeel van de delegatie die in 1856 een ultimatum stelde aan koning Moshoeshoe. Verder was hij diaken en kerkenraad van de kerkgemeente te Fauresmith.
Visser had een leveraandoening en stierf op 59-jarige leeftijd op zijn plaas Lokshoek nabij Fauresmith. De uitvaart-kerkdienst werd geleid door dominee Lückhoff.

## Persoonlijk
Visser was getrouwd met Victoria Plewman, de dochter van een kolonist van 1820, met wie hij vijf kinderen kreeg. De mezzosopraan Annie Visser is een van zijn dochters. Over een andere dochter, Martha Maria (Lily) Visser, schreef Angela Read Lloyd het boek Bridging the Divide: The Story of a Boer-British Family.

## Trivia
- Op de plaas van Visser, Lockshoek, werd in 1929 een grafsteen uit 1834 van een zekere Joachim Scholtz ontdekt. Deze steen vormt het bewijs dat Voortrekkers reeds in de vroege jaren 30 van de 19e eeuw zich hebben gevestigd in het zuid-westelijke deel van de Vrijstaat.[2]